# Adrian Molina
Pour les articles homonymes, voir Molina.
Adrian Molina est un scénariste et réalisateur américaino-mexicain né le 23 août 1985 à Yuba City en Californie.
Il travaille chez Pixar depuis 2007 où il travaille sur Ratatouille, puis sur le storyboard de Toy Story 3 et de Monsters University.
Il obtient l'Oscar du meilleur film d'animation 2018 pour Coco.

## Filmographie

### Scénariste
- 2013 : Monstres Academy contribution au scénario
- 2014 : Party Central (histoire originale) avec Manny Hernandez et Austin Madison
- 2015 : Le Voyage d'Arlo contribution au scénario avec Peter Hedges
- 2017 : Coco coscénariste avec Matthew Aldrich et coauteur de l’histoire avec Lee Unkrich, Matthew Aldrich et Jason Katz
- 2025 : Elio

### Réalisateur
- 2017 : Coco co-réalisateur avec Lee Unkrich
- 2025 : Elio, co-réalisateur avec Madeline Sharafian et Domee Shi[1]
- 2029 : Coco 2 co-réalisateur avec Lee Unkrich[2]

### Animateur
- 2007 : Ratatouille
- 2013 : Monstres Academy

### Storyboarder
- 2010 : Toy Story 3 (Storyboard) avec Dan Scanlon, Mark Andrews et Bud Luckey
- 2013 : Monstres Academy (Storyboard) avec Brian Fee, Rosana Sullivan, Dean Kelly, Ronnie Del Carmen et Jeff Pidgeon

### Producteur exécutif
- 2017 : Dante's Lunch: A Short Tail (court-métrage dérivé de Coco)